# Město (Havířov)
Město je část města Havířov v okrese Karviná. Prochází zde silnice I/11. V roce 2009 zde bylo evidováno 1520 adres. V roce 2001 zde trvale žilo 35570 obyvatel.
Město leží v katastrálním území Havířov-město o rozloze 6,43 km2.
Právě v této části města Havířova lze nalézt nejvíce bytových domů a městských budov postavených ve stylu socialistického realismu (viz Sorela), který je mimo jiné Národním Památkovým Ústavem vyhlášen Významnou kulturní památkou. Nejvíce těchto objektů se nachází na ulici Hlavní třída, např. Kulturní dům Radost, celá řada bytových domů po obou stranách vozovky. Na těchto domech lze zřetelně vidět socialistickou tematiku - dělníci a rolníci v postojích se svými pracovními nástroji. Celý areál který je postaven v tomto stylu, je lokalizován od nábřeží až po lesopark Stromovka, od havířovského rondelu a kostela sv. Anny až po velkou světelnou křižovatku na Náměstí Republiky.